# Крал Ралф
„Крал Ралф“ (на английски: King Ralph) е американска комедия от 1991 г. Във филма участват Джон Гудмън, Питър О'Тул и Джон Хърт. Сюжетът е заимстван от романа Headlong на Емилин Уилямс.